# Hetti Perkins
Hetti Kemerre Perkins (1965) es una curadora de arte, conservadora de museo y escritora australiana. Es la hija mayor del activista aborigen Charles Perkins y la alemana Eileen Munchenberg, nieta de Hetty Perkins, hermana de la directora de cine Rachel Perkins y su hermano Adam Perkins, y madre de la actriz Madeleine Madden. Hetti Perkins es una mujer de origen aborigen del pueblo Arrernte y Kalkadoon en Australia Central, asistió a Melrose High School en Canberra, con su hermana.
Hetti Perkins fue curadora de arte aborigen e isleño del estrecho de Torres en la Galería de Arte de Nueva Gales del Sur en Sídney durante trece años, pero renunció al cargo en 2011. Fue miembro del Comité de Selección Internacional para la Bienal de Sídney en 2000 En 2010 hizo un documental para la ABC en tres partes titulado Art + Soul que fue mostrado por ABC en octubre de 2010 (que también se mostró como «Aborginernas konst» en Sveriges Television).

## Libros publicados
- Yanada (New Moon). (1993) en asociación con Boomalli Aboriginal Artists Cooperative. ISBN 9780733403699.
- True Colours: Aboriginal and Torres Strait Islander artists raise the flag. (1994) en asociación con Boomalli Aboriginal Artists Cooperative. ISBN 9780646182117
- Papunya Tula: Genesis and Genius. (2000) Eds. Hetti Perkins and Hannah Fink. Art Gallery of NSW en asociación con Papunya Tula Artists. ISBN 0-7347-6310-7.
- Tradition Today: Indigenous art in Australia. (2004) ISBN 9780734763440.
- Crossing Country: the alchemy of Western Arnhem Land art. (2004) ISBN 9780734763594.
- Contemporary Aboriginal Art: the Mollie Gowing Acquisition Fund. (2006) ISBN 9781741740035.
- One Sun One Moon: Aboriginal Art in Australia. (2007) Eds. Hetti Perkins and Margaret West. Sydney: Art Gallery of New South Wales. ISBN 978-0-7347-6360-0.
- Half light: Portraits from Black Australia. (2008) ISBN 9781741740332.
- Nganana Tjungurringanyi Tjukurrpa Nintintjakitja (Estamos aquí compartiendo nuestro sueño). (2009) en asociación con Papunya Tula Artists. ISBN 9780646518855.
- Art + Soul: a journey into the world of Aboriginal art. (2010) ISBN 9780522857634.